# Gaiteiros de Lisboa
Gaiteiros de Lisboa ist eine portugiesische Musikgruppe, die 1991 von Paulo Marinho gegründet wurde. Sie wurde bekannt mit einer Reihe von CD-Veröffentlichungen und Auftritten auf der gesamten iberischen Halbinsel und gilt als Förderer der galicischen und portugiesischen Dudelsack-Kultur. Schon 1995 und 1997 folgten die ersten Alben. Sie waren für die WOMEX 2007 ausgewählt und gaben seither viele Konzerte in Portugal und im europäischen Ausland. 2012 präsentierte die Gruppe ihr fünftes Album Avis Rara. Seither nehmen sie oft an nationalen Musikprojekten und Festivals teil. 

## Besetzung
- Carlos Guerreiro
- José Manuel David
- Pedro Calado
- Paulo Tato Marinho
- Pedro Casaes
- Rui Vaz

## Diskografie
- Invasões Bárbaras (1995)
- Bocas do Inferno (1997)
- Dança Chamas (2000)
- Macaréu (2002)
- Sátiro (2006)
- Avis Rara (2012)
- A História (2018)
- Bestiário (2019)